# Olofixo
Olofixo (en griego, Ὀλόφυξος) fue una antigua ciudad griega, situada en la península Calcídica.
Olofixo es situada por Heródoto, Tucídides y Estrabón en la península llamada Acta (Ακτή), donde se encuentra el monte Athos, la más oriental de las tres que se extienden hacia el sur, en la Calcídica. Tucídides añade que, de las ciudades de la mencionada península, Sane era colonia de Andros, mientras que Tiso, Cleonas, Acrotoos, Olofixo y Díon tenían una población heterogénea de bárbaros bilingües compuesta por unos pocos calcídeos y, el resto, pelasgos, bisaltas, crestones y edones. Estrabón señala que su primitiva población estaba compuesta por pelasgos de Lemnos.
Fue miembro de la Liga delo-ática ya que aparece en las listas de tributos a Atenas entre los años 454/3 y 429/8 a. C.
Olofixo se puso de parte del lacedemonio Brásidas en la expedición que este realizó por la Calcídica en 424 y 423 a. C.
Se conservan monedas de bronce acuñadas por Olofixo de mediados del siglo IV a. C.
Se ha sugerido que debió estar localizado cerca de la moderna Vatopediou o Iviron, en la parte septentrional de la península de Acta.